# 디스 유스 이즈 크레이지
디스 유스 이즈 크레이지(Yeh Jawaani Hai Deewani, This Youth is Crazy)는 인도에서 제작된 아얀 무케르지 감독의 2013년 멜로/로맨스, 드라마 영화이다. 디피카 파두콘 등이 주연으로 출연하였다.

## 출연

### 주연
- 디피카 파두콘
- 란비르 카푸르
- 아디티야 로이 카푸르

### 조연
- 칼키 코이클린
- 푸나 자가나단
- 쿤날 로이 카푸르
- 오마르 칸

## 제작진
- 제작총지휘: 마리케 드소자
- 프로듀서: 히루 조하르
- 프로듀서: 카란 조하르
- 공동프로듀서: 아푸바 메타
- 미술: 라이니시 헤다오
- 미술: 암리타 마할
- 의상: 매니쉬 말호트라
- 섭외: 난디니 슈리켄트